# Каменєва Ольга Давидівна
Ольга Давидівна Камєнєва (1883 — 11 вересня 1941) (уроджена Бронштейн) — російська більшовицька революціонерка і радянська політикеса родом з українських євреїв, сестра Лева Троцького та перша дружина Лева Каменєва.

## Дитинство та революційна кар'єра (1883—1917)
Ольга Бронштейн народилася в Янівці, Херсонської губернії, Російська імперія (нині село Береславка Бобринецького району Кіровоградської області), невеличкому селі за 15 кілометрів від найближчого поштового відділення. Вона була однією з двох дочок заможного, але неграмотного фермера, Давида Леонтійовича Бронштейна (або Бронстейна, 1847—1922), єврейського колоніста, та Ганни Львівни (кродженої Животовської) (1850—1910). Хоча родина була з єврейського роду, вони не були релігійними, а мови, якими розмовляли вдома, були російська та українська, а не їдиш.
Ольга Бронштейн приєдналася до Російської соціал-демократичної демократичної партії в 1902 році й незабаром вийшла заміж за Лева Каменева, товариша-марксиста-революціонера. У 1908 році, після звільнення Лева Каменєва з в'язниці, він з дружиною виїхав з Російської імперії до Женеви, а потім до Парижа, де Лев став одним із двох заступників Володимира Леніна. Пара допомогла Леніну редагувати головний більшовицький журнал «Пролетарій». У січні 1914 року Каменєви переїхали до Петербурга, щоб Лев міг безпосередньо контролювати легальну газети більшовиків «Правда» та партійну фракцію у Державній Думі.

## Театр та жіноча секція КПРС (1918—1920)
На початку 1918 року, після Жовтневої революції 1917 року, Ольга Каменєва почала працювати у театральному відділі Народного комісаріату освіти. Працюючи з театральним режисером і теоретиком Всеволодом Меєргольдом, вона намагалася радикалізувати російські театри, ефективно націоналізуючи їх під контролем більшовиків. Однак у травні 1919 року Меєргольд захворів на туберкульоз і йому довелося виїхати на південь. За його відсутності голова комісаріату Анатолій Луначарський заручився дозволом Леніна на перегляд урядової політики на користь більш традиційних театрів і звільнив Каменєву вже наступного місяця.
З часу створення організації в жовтні 1919 року Ольга Каменєва була членкинею ради директорів Жіночої секції Російської комуністичної партії. У 1920 році вона підтримала думку наркома охорони здоров'я Миколи Семашка про те, що контрацепція є «безперечно шкідливою», тому її не слід застосовувати.

## Управління радянськими контактами із Заходом (1921—1928)

У період з 1921 по 1923 роки Ольга Каменєва була провідним членом Центральної комісії з боротьби з наслідками голоду і курувала пропагандистську кампанію проти Американської адміністрації допомоги (АРА) за Герберта Гувера в радянській пресі. У період з 1923 по 1925 роки вона була головою Комісії з питань закордонної допомоги, радянської урядової комісії, яка регулювала, а потім ліквідувала інші західні благодійні організації в Радянському Союзі.
З 1926 по 1928 роки Каменєва обіймала посаду голови Товариства культурних зв'язків СРСР із зарубіжними країнами («Вокс», Всесоюзне Общество Культурной Связи з Заграницей). На цій посаді вона вітала багатьох видатних західних відвідувачів Радянського Союзу, наприклад, Ле Корбюзьє та Теодора Драйзера, а також представляла Радянський Союз на урочистостях у Відні, вшановуючи 100-річчя смерті Людвіга ван Бетховена в березні-квітні 1927 року. Протягом 1920-х років вона також керувала провідним літературним салоном у Москві.
На початку 1920-х років родинне життя Каменєвої почало руйнуватися, починаючи з прославленої справи Лева Каменєва з британською скульпторкою Клер Шерідан у 1920 році. Наприкінці 1920-х років він залишив Ольгу Каменеву, пішовши до Тетяни Глібової з якою мав сина Володимира Глібова (1929—1994).

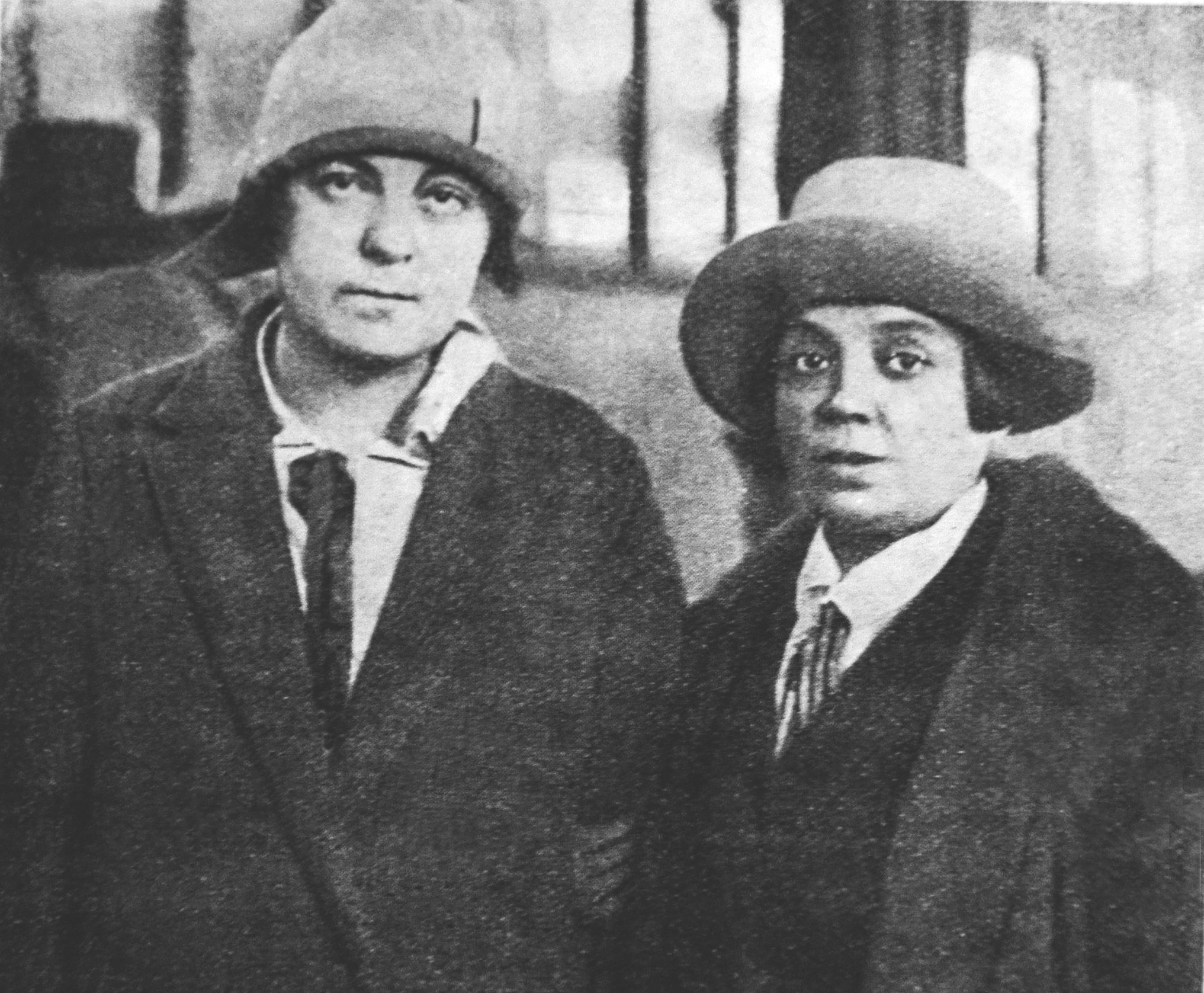
Лідія Сейфулліна та Ольга Каменєва, світлина 1927 року

## Втрата влади та страта (1928—1941)
Ольга Каменєва швидко втратила свій вплив після поразки Каменєва та Троцького на з'їзді Комуністичної партії у грудні 1927 року. 27 липня 1935 року Спеціальна колегія НКВС заборонила їй виїжджати з Москви та Ленінграда на 5 років у зв'язку із справою Кремля. Після показового судового процесу і страти Лева Каменєва 25 серпня 1936 року її заарештували та ув'язнили. Її молодший син Юрій Львович Каменєв був страчений 30 січня 1938 року в 17-річному віці. Її старший син, офіцер ВПС Олександр Львович Каменєв, був страчений 15 липня 1939 року в 33-річному віці. На її знаменитого брата Лева Троцького був здійснений напад у Мехіко 20 серпня 1940 року, де він помер наступного дня.
У 1941 році вона перебувала в Орловській тюрмі. Ольгу Каменєву розстріляли 11 вересня 1941 року в Медведівському лісі за межами міста Орла разом із Християном Раковським, Марією Спиридоновою та 160 іншими видатними політв'язнями під час різанини в Медведівському лісі. Ця страта була однією з багатьох масових вбивств ув'язнених НКВС, здійснених під час німецько-радянської війни у 1941 році.